# LdapSaisie
LdapSaisie est une application web d'administration d'annuaire LDAP développée en PHP/JavaScript et publiée sous licence GNU/GPL. Cette application a pour but d'abstraire la complexité d'un annuaire par l'intermédiaire d'une interface d'administration simple et intuitive. L'application a été conçue avec pour objectif premier une modularité maximum, ce qui permet l'extension ou l'adaptation facile de l'application par l'intermédiaire de modules, d'extensions et de greffons. Cette application peut être utilisée pour administrer le système d'information basé sur l'annuaire LDAP et également, en parallèle, permettre aux utilisateurs d'avoir accès aux données les concernant, et éventuellement de les modifier.